# Venhuizen
Venhuizen – miejscowość w Holandii, w prowincji Holandia Północna. Liczy około 3600 mieszkańców. Od 1 stycznia 2006 należy do gminy Drechterland, wcześniej wchodziła w skład zlikwidowanej już gminy Venhuizen.